# Treviso (provins)
Treviso är en provins i regionen Veneto i Italien. Treviso är huvudort i provinsen. Provinsen bildades 1815 efter Wienkongressen när området blev del av Kungariket Lombardiet-Venetien som 1866 tillföll Kungariket Italien i Pragfreden.

## Administrativ indelning
Povinsen Treviso är indelad i 94 kommuner, se lista över kommuner i provinsen Treviso. Alla kommuner finns i lista över kommuner i provinsen Treviso.
| Datum           | Ny kommun        | Kommuner som upphörde                      |
| --------------- | ---------------- | ------------------------------------------ |
| 30 januari 2019 | Pieve del Grappa | Crespano del Grappa och Paderno del Grappa |

## Geografi
Provinsen Treviso gränsar:
- i norr mot provinsen Belluno
- i öst mot provinsen Pordenone
- i syd mot provinsen Venezia och Padova
- i väst mot provinsen Vicenza